# Józef Gosławski
Józef Jan Gosławski (Polanówka, nabij Lublin, 24 april 1908 - Warschau, 23 januari 1963) was een Poolse beeldhouwer en medailleur. Hij ontwierp muntstukken (bijvoorbeeld 5 złoty met vissers), monumenten (bijvoorbeeld het standbeeld van Frédéric Chopin in Żelazowa Wola) en medailles. Hij werd onderscheiden in vele artistieke wedstrijden en onderscheiden met het zilveren Kruis van Verdienste.

## De tentoonstellingen

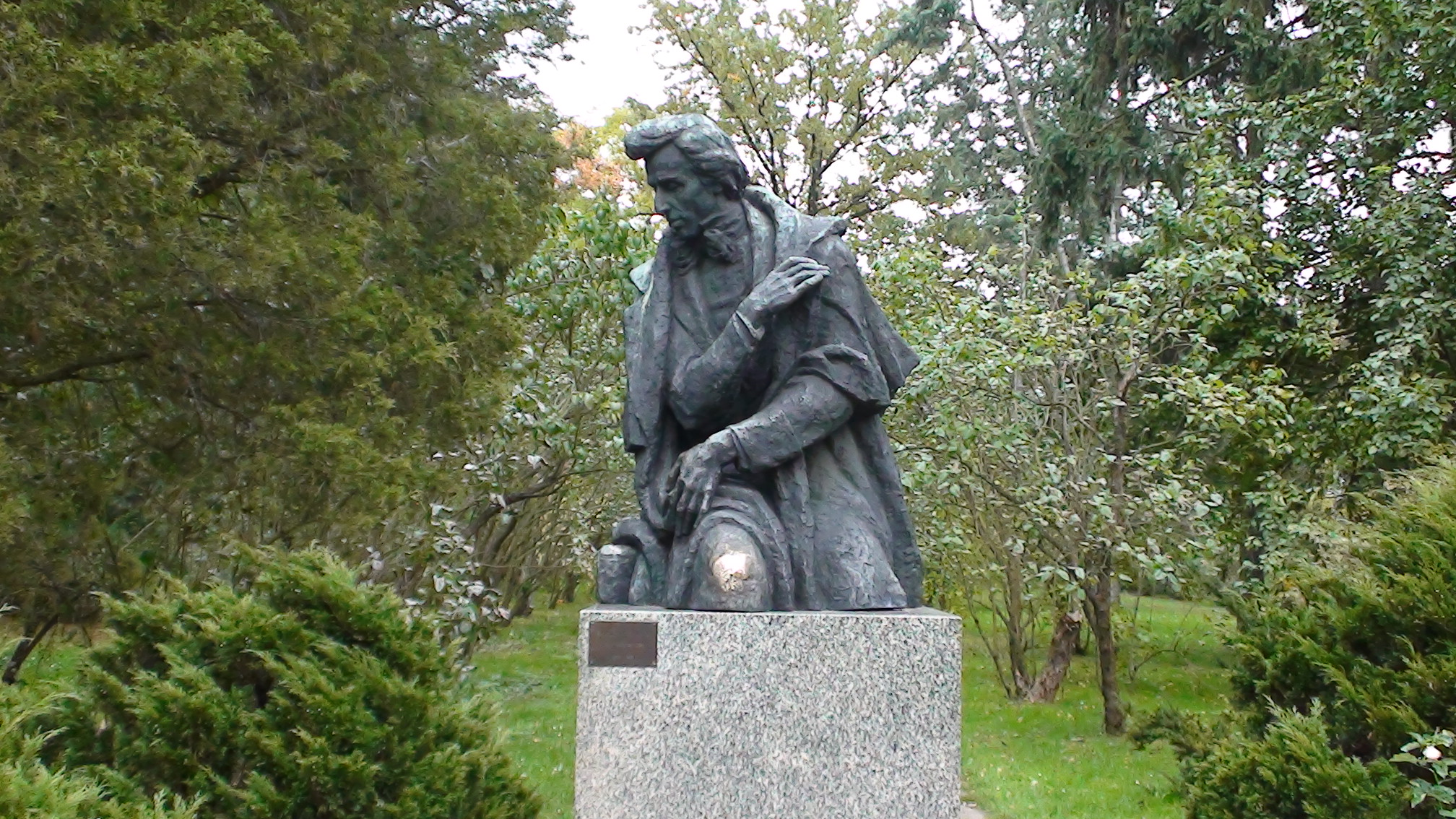
Standbeeld van Frédéric Chopin in Żelazowa Wola

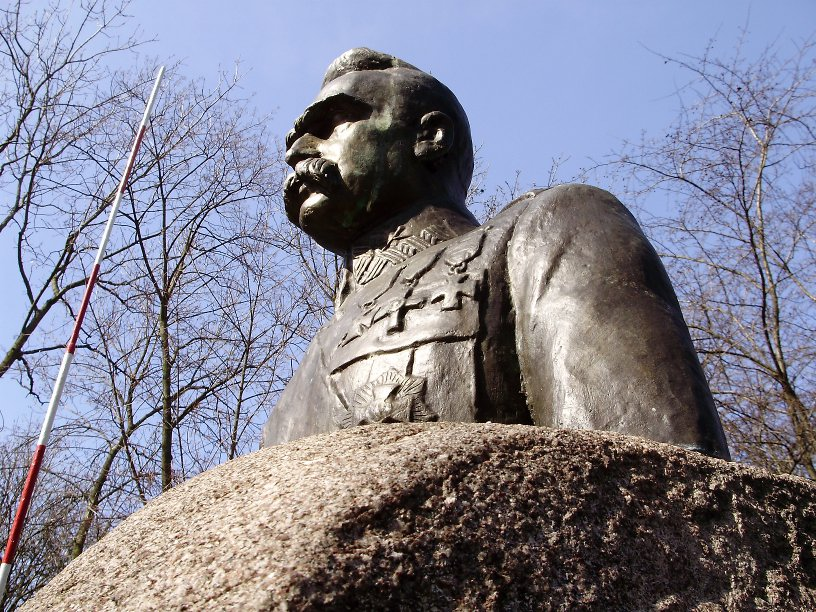
Standbeeld van Józef Piłsudski in Turek

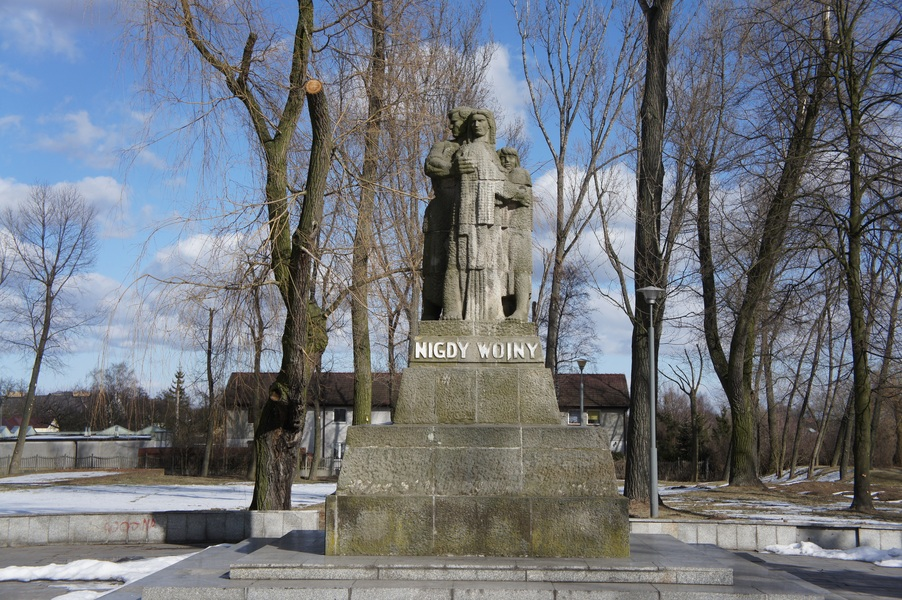
Monument in Luboń, nabij Poznań

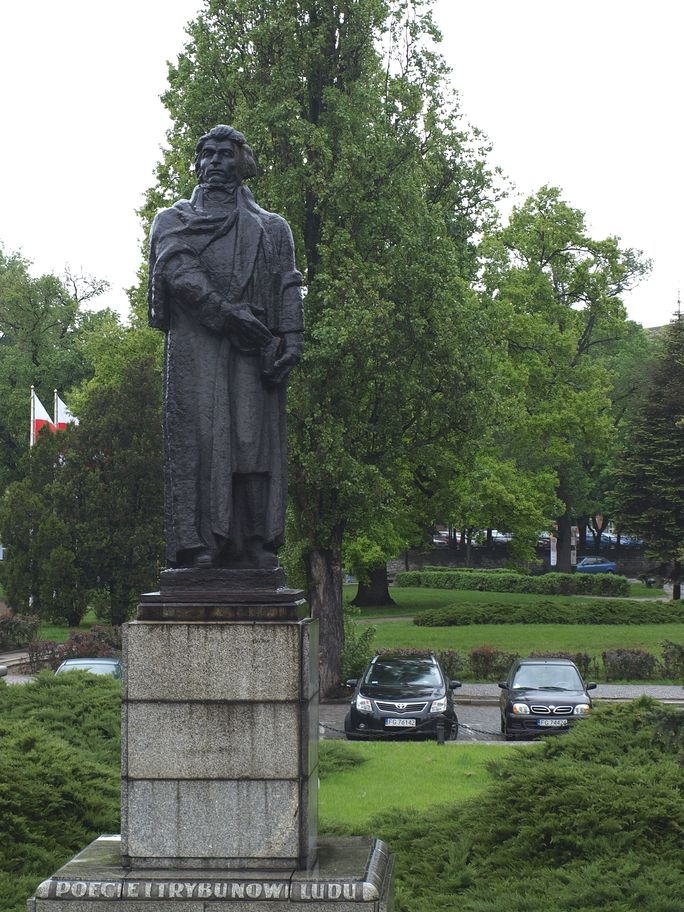
Standbeeld van Adam Mickiewicz in Gorzów Wielkopolski

### Individueel
| Jaar      | Stad            | Instelling                            |
| --------- | --------------- | ------------------------------------- |
| 1933      | Krakau          | Paleis van de Kunst                   |
| 1960      | Boedapest       | Ośrodek Kultury Polskiej              |
| 1963      | Warschau        | Dom Wojska Polskiego                  |
| 1968      | Wrocław         | Gemeentehuis                          |
| 1973      | Warschau        | Centralne Biuro Wystaw Artystycznych  |
| 1974      | Warschau        | Galeria Wojskowa DWP                  |
| 1974      | Warka           | Muzeum im. Kazimierza Pułaskiego      |
| 1974      | Bydgoszcz       | Regionaal Museum                      |
| 1987      | Lublin          | Regionaal Museum                      |
| 1995      | Kazimierz Dolny | Muzeum Nadwiślańskie - Galeria Letnia |
| 1996      | Bolesławiec     | Bolesławiecki Ośrodek Kultury         |
| 1997      | Chełmno         | Regionaal Museum                      |
| 2000      | Konin           | Regionaal Museum                      |
| 2003      | Warschau        | Galeria Domu Artysty Plastyka         |
| 2014      | Orońsko         | Polish Sculpture Center               |
| 2014/2015 | Warschau        | Muzeum Rzeźby (Królikarnia)           |

### Collectief

#### Buitenlands
| Jaar      | Staat                          | Stad                   | Instelling     |
| --------- | ------------------------------ | ---------------------- | -------------- |
| 1932      | Oostenrijk                     | Wenen                  | Künstlerhaus   |
| 1936      | Italië                         | Rome                   | ?              |
| 1936      | Italië                         | Rome                   |                |
| 1950      | Tsjecho-Slowakije              | Praag                  | ?              |
| 1950      | Italië                         | Rome                   | ?              |
| 1959      | Italië                         | Catania                | ?              |
| 1959      | Oostenrijk                     | Wenen                  | ?              |
| 1963/1964 | Sovjet-Unie                    | Moskou-Minsk           | ?              |
| 1964      | Italië                         | Arezzo                 | ?              |
| 1965      | Duitse Democratische Republiek | Berlijn-Erfurt-Leipzig | ?              |
| 1966      | Tsjecho-Slowakije              | Kralupe                | ?              |
| 1966      | Bulgarije                      | Sofia                  | ?              |
| 1966/1967 | Hongarije                      | -                      | ?              |
| 1967      | Joegoslavië                    | -                      | ?              |
| 1967      | Finland, Zweden, Polen         | -                      | ?              |
| 1967      | Frankrijk                      | Parijs                 | ?              |
| 1968      | Sovjet-Unie                    | Moskou                 | ?              |
| 1969      | Bulgarije                      | Boedapest              | ?              |
| 1971      | Frankrijk                      | Parijs                 | ?              |
| 1971      | Nederland                      | Den Haag               | ?              |
| 1972      | Duitse Democratische Republiek | Berlijn                | ?              |
| 1985      | Tsjecho-Slowakije              | Praag                  | ?              |
| 2003      | Oostenrijk                     | Wenen                  | Leopold Museum |